# Aud (córka Haakona Sigurdssona)
Aud Håkansdotter (staronor. Auð) – księżniczka norweska, domniemana królowa Szwecji, córka króla Norwegii Haakona Sigurdssona. Według sag staroskandynawskich została drugą żoną króla Szwecji Eryka Zwycięskiego. Jej małżeństwo z Erykiem jest niepotwierdzone, a Aud mogła być jedynie jego nałożnicą.